# Serie D 2018–19
Mùa giải 2018-19 Serie D sẽ là mùa giải thứ bảy mươi của giải vô địch bóng đá không chuyên nghiệp hàng đầu của Ý. Nó là giải hạng tư trong hệ thống giải đấu bóng đá Ý. Tổng cộng có 168 đội, được chia trên cơ sở địa lý thành sáu bảng với 18 đội mỗi bảng và ba bảng với 20 đội mỗi bảng.

## Thay đổi từ 2017 1818
Mùa giải 2018–19 Serie D dự kiến sẽ là một trong những giải đấu cạnh tranh và uy tín nhất trong lịch sử giải đấu, do sự hiện diện của một số đội có lịch sử lâu đời trong các giải đấu chuyên nghiệp, đã được tổ chức lại sau khi phá sản vào năm 2018. Những đội bóng này bao gồm các câu lạc bộ Serie A cũ là Bari, Modena, Cesena, Avellino và Reggio Audace (trước đây gọi là Reggiana).
Thành phần của chín bảng của giải đấu đã được công bố vào ngày 30 tháng 8 năm 2018. Gozzano, Pro Patria, Virtus Verona, Rimini, Imolese, Albissola, Vis Pesaro, Rieti, Potenza, Cavese và Vibonese đều rời Serie D để thăng hạng Serie C.

### Các đội xuống hạng từ Serie C
Prato, Gavorrano và Santarcangelo tham gia giải đấu, đã bị xuống hạng từ Serie C.
Akragas đã xuống hạng từ Serie C sang Serie D, nhưng câu lạc bộ đã không đăng ký và bị thanh lý do những khó khăn tài chính. Fondi đã xuống hạng từ Serie C, nhưng câu lạc bộ đã sáp nhập với FC Aprilia. Chủ sở hữu Antonio Pezone đã chuyển danh hiệu thể thao của Fondi cho Aprilia Racing, chấm dứt sự tồn tại của Fondi. FC Aprilia đã chơi ở Serie D mùa trước và giành quyền trở lại. Câu lạc bộ sáp nhập đã lấy tên FC Aprilia Racing Club và đăng ký với giải đấu cho mùa giải hiện tại. Sau khi kết thúc mùa giải trước, Mestre đã cố gắng ghi danh vào Serie C cho 2018-19, vào phút cuối. Tuy nhiên, những người ủng hộ tài chính mới dự đoán đã bỏ đi, với lý do lo ngại về cơ sở hạ tầng và đăng ký Serie C đã bị từ chối. Mestre không còn lựa chọn nào tốt hơn là chơi mùa giải 2018-19 ở cấp độ Eccellenza.

### Các đội chuyên nghiệp cũ
Là một phần của Điều 52 của luật NOIF, các câu lạc bộ sơ sinh thể hiện rõ ràng sự liên tục của các câu lạc bộ chuyên nghiệp bị loại khỏi giải đấu của họ có thể được nhận vào Serie D trong những trường hợp cụ thể.
Một kỷ lục ba câu lạc bộ Serie B đã không đăng ký ở giải hạng hai của Ý cho mùa giải mới và do đó được nhận vào làm câu lạc bộ sơ sinh với quyền sở hữu khác nhau. Bari, có lẽ là một trong ba đội thành công nhất, đã được giới thiệu lại dưới chủ sở hữu mới Aurelio De Laurentiis, chủ tịch của Napoli sau khi câu lạc bộ ban đầu từ bỏ tham gia Serie B do vấn đề tài chính. Cesena cũng tự nguyện từ bỏ đăng ký ở cấp độ Serie B. Vì một câu lạc bộ khác từ Cesena, Romagna Centro, đã chơi ở cấp độ Serie D, nên đã cấm một câu lạc bộ mới được thành lập và đăng ký với giải đấu. Để Cesena tiếp tục thi đấu, Romagna Centro đã đổi tên thành ASD Romagna Centro Cesena và sáp nhập với Cesena. Avellino cũng bị loại sau khi mất đơn kháng cáo về việc họ bị loại khỏi Serie B, và một câu lạc bộ mới sinh sau đó đã được nhận vào Serie D.
Các đội được thành lập lại khác được nhận vào Serie D bao gồm Modena, bắt đầu mùa giải 2017-18 tại Serie C nhưng đã bị loại trừ sau đó vào ngày 6 tháng 11 năm 2017, do thanh toán trễ, bị khóa khỏi sân vận động và bỏ lỡ bốn trận đấu Serie C liên tiếp bởi vì các cầu thủ của họ bị đình công sau khi không được trả tiền trong vài tháng, do đó giải thể câu lạc bộ một cách hiệu quả và chấm dứt lịch sử 105 năm. Một phiên bản cải tiến của câu lạc bộ, có tên Modena FC 2018, được phép tham gia Serie D với tư cách là một câu lạc bộ thay thế.
Sau mùa giải 2017-18, Reggiana đã không đăng ký được đội vào năm 2018-19 Serie C, sau nỗ lực không thành công của chủ sở hữu Mike Piazza để bán phần lớn lợi ích trong câu lạc bộ nợ. Reggio Audace FC gia nhập Serie D như một đội tái sinh của AC Reggiana 1919.
Sau mùa giải 2017-18, Vicenza Calcio sáp nhập với Bassano Virtus 55 ST với câu lạc bộ sáp nhập với tư cách là LR Vicenza Virtus và giữ lại danh hiệu thể thao của Bassano Virtus, dẫn đến việc mất danh hiệu thể thao của Vicenza và giải thể câu lạc bộ. Một công ty mới thành lập, AC Vicenza 1902, đã yêu cầu danh hiệu thể thao của Vicenza Calcio và gia nhập Serie D. Cả hai yêu cầu đều bị Liên đoàn bóng đá Ý từ chối, cho biết câu lạc bộ chỉ có thể đăng ký chơi ở Terza Categoria.
Fidelis Andria đã bị từ chối đăng ký tham gia 2018-19 Serie C, dựa trên đánh giá của Covisoc về tình hình nợ của câu lạc bộ. Vào ngày hết hạn đăng ký Serie D, một nhóm các nhà đầu tư do Marco Di Vincenzo dẫn đầu đã thành lập SSD Fidelis Andria 1928 như một sự tái sinh của SS Fidelis Andria 1928 và đảm nhận danh hiệu thể thao của câu lạc bộ trước đây. Câu lạc bộ tái sinh được nhận vào Serie D.

### Các đội được thăng hạng từ Eccellenza
Real Giulianova, Rotonda, Locri, Castrovillari, Savoia, Sorrento, Nola, Axys Zola, Savignan, Classe, Chions, Vis Artena, Città di Anagni, Ladispoli, Fezzan, Fanfulla, Sondrio, Adrense, Villa d'Almè, Calvina Sport, Montegiorgio, Isernia, Stresa, Pro Dronero, Città di Fasano, Castiadas, Torres, Marsala, Città di Messina, San Gimignano, Aglianese, Sinalunghese, Virtus Bolzano, St. Georgen, Bastia, Cannara, cartigliano, Sandoná và Villafranca gia nhập Serie D sau khi kiếm được thăng hạng từ Eccellenza.

### Các đội xuống hạng đến Eccellenza
Varesina, Varese Calcio, Derthona, castellazzo bormida, Lumezzane, Grumellese, Dro Alto Garda, Romanese, montebelluna, Calvi Noale, Liventina, Abano, Castelvetro, Vivi Altotevere Sansepolcro, Correggese, Colligiana, Rignanese, Finale, Argentina, Valdinievole Montecatini, Jesina, Monticelli, Fabriano Cerreto, Nerostellati, Nuorese, Anziolavinio, Tortoli, San Teodoro, San Severo, Aversa Normanna, Manfredonia, Sporting FULGOR Molfetta, Ebolitana, Palazzolo, Paceco và Isola Capo Rizzuto rời Serie D sau khi bị xuống hạng Eccellenza.

### Đội mùa trước không trở lại
Villabiagio đã tham gia Serie D trong mùa giải trước và giành quyền trở lại cho mùa giải này, nhưng câu lạc bộ đã không đăng ký để chơi.

### Sáp nhập
Nerostellati Frattese sáp nhập với Ercolan và tổ chức kết hợp được chơi dưới tên Ercolan. San Nicolò sáp nhập vào Notaresco. Omnia Bitonto mới được quảng bá sáp nhập vào Bitonto.

## Girone A

### bảng xếp hạng
| Pos | Team             | Pld | W  | D  | L  | GF | GA | GD  | Pts | Promotion, qualification or relegation |
| --- | ---------------- | --- | -- | -- | -- | -- | -- | --- | --- | -------------------------------------- |
| 1   | Lecco            | 28  | 22 | 5  | 1  | 61 | 20 | +41 | 71  | Promotion to Serie C                   |
| 2   | Unione Sanremo   | 28  | 16 | 8  | 4  | 46 | 25 | +21 | 56  | Qualification to promotion play-offs   |
| 3   | Savona           | 27  | 13 | 9  | 5  | 45 | 27 | +18 | 48  | Qualification to promotion play-offs   |
| 4   | Ligorna          | 28  | 11 | 13 | 4  | 42 | 30 | +12 | 46  | Qualification to promotion play-offs   |
| 5   | Inveruno         | 28  | 13 | 7  | 8  | 47 | 36 | +11 | 46  | Qualification to promotion play-offs   |
| 6   | Casale           | 28  | 10 | 13 | 5  | 32 | 23 | +9  | 43  |                                        |
| 7   | Chieri           | 28  | 13 | 3  | 12 | 48 | 37 | +11 | 42  |                                        |
| 8   | Lavagnese        | 28  | 8  | 12 | 8  | 40 | 36 | +4  | 36  |                                        |
| 9   | Folgore Caratese | 28  | 8  | 12 | 8  | 36 | 32 | +4  | 36  |                                        |
| 10  | Bra              | 27  | 10 | 6  | 11 | 37 | 40 | −3  | 36  |                                        |
| 11  | Sestri Levante   | 28  | 9  | 8  | 11 | 31 | 38 | −7  | 35  |                                        |
| 12  | Borgosesia       | 28  | 8  | 9  | 11 | 33 | 40 | −7  | 33  |                                        |
| 13  | Fezzanese        | 28  | 8  | 9  | 11 | 31 | 41 | −10 | 33  | Qualification to relegation play-out   |
| 14  | Milano City      | 28  | 8  | 7  | 13 | 26 | 40 | −14 | 31  | Qualification to relegation play-out   |
| 15  | Arconatese       | 27  | 5  | 11 | 11 | 25 | 36 | −11 | 26  | Qualification to relegation play-out   |
| 16  | Borgaro          | 28  | 5  | 5  | 18 | 20 | 51 | −31 | 20  | Qualification to relegation play-out   |
| 17  | Stresa           | 28  | 4  | 7  | 17 | 21 | 40 | −19 | 19  | Relegation to Eccellenza               |
| 18  | Pro Dronero      | 27  | 4  | 6  | 17 | 24 | 53 | −29 | 18  | Relegation to Eccellenza               |

## Girone B

### bảng xếp hạng
| Pos | Team           | Pld | W  | D  | L  | GF | GA | GD  | Pts | Promotion, qualification or relegation |
| --- | -------------- | --- | -- | -- | -- | -- | -- | --- | --- | -------------------------------------- |
| 1   | Mantova        | 28  | 23 | 3  | 2  | 57 | 21 | +36 | 72  | Promotion to Serie C                   |
| 2   | Como           | 28  | 22 | 5  | 1  | 57 | 16 | +41 | 71  | Qualification to promotion play-offs   |
| 3   | Rezzato        | 28  | 16 | 5  | 7  | 41 | 28 | +13 | 53  | Qualification to promotion play-offs   |
| 4   | Pro Sesto      | 28  | 15 | 6  | 7  | 46 | 33 | +13 | 51  | Qualification to promotion play-offs   |
| 5   | Caronnese      | 28  | 14 | 7  | 7  | 51 | 36 | +15 | 49  | Qualification to promotion play-offs   |
| 6   | Pontisola      | 28  | 11 | 5  | 12 | 45 | 41 | +4  | 38  |                                        |
| 7   | Sondrio        | 28  | 9  | 10 | 9  | 29 | 29 | 0   | 37  |                                        |
| 8   | Virtus Bergamo | 27  | 9  | 10 | 8  | 28 | 29 | −1  | 37  |                                        |
| 9   | Caravaggio     | 28  | 9  | 9  | 10 | 39 | 41 | −2  | 36  |                                        |
| 10  | Seregno        | 28  | 9  | 9  | 10 | 27 | 31 | −4  | 36  |                                        |
| 11  | Villa d'Almè   | 28  | 8  | 10 | 10 | 29 | 29 | 0   | 34  |                                        |
| 12  | Scanzorosciate | 28  | 6  | 11 | 11 | 22 | 29 | −7  | 29  |                                        |
| 13  | Villafranca    | 28  | 6  | 10 | 12 | 30 | 35 | −5  | 28  | Qualification to relegation play-out   |
| 14  | Darfo Boario   | 28  | 6  | 10 | 12 | 20 | 35 | −15 | 28  | Qualification to relegation play-out   |
| 15  | Legnago Salus  | 28  | 7  | 6  | 15 | 28 | 51 | −23 | 27  | Qualification to relegation play-out   |
| 16  | Ciserano       | 29  | 6  | 8  | 15 | 39 | 54 | −15 | 26  | Qualification to relegation play-out   |
| 17  | Ambrosiana     | 28  | 5  | 6  | 17 | 27 | 48 | −21 | 21  | Relegation to Eccellenza               |
| 18  | Olginatese     | 28  | 2  | 8  | 18 | 19 | 48 | −29 | 14  | Relegation to Eccellenza               |

## Girone C

### bảng xếp hạng
| Pos | Team                 | Pld | W  | D  | L  | GF | GA | GD  | Pts | Promotion, qualification or relegation |
| --- | -------------------- | --- | -- | -- | -- | -- | -- | --- | --- | -------------------------------------- |
| 1   | Arzignano Valchiampo | 28  | 17 | 6  | 5  | 52 | 30 | +22 | 57  | Promotion to Serie C                   |
| 2   | Adriese              | 28  | 16 | 8  | 4  | 60 | 31 | +29 | 56  | Qualification to promotion play-offs   |
| 3   | Union Feltre         | 28  | 14 | 11 | 3  | 42 | 21 | +21 | 53  | Qualification to promotion play-offs   |
| 4   | Campodarsego         | 28  | 12 | 11 | 5  | 44 | 31 | +13 | 47  | Qualification to promotion play-offs   |
| 5   | Virtus Bolzano       | 28  | 12 | 9  | 7  | 44 | 36 | +8  | 45  | Qualification to promotion play-offs   |
| 6   | Delta Rovigo         | 28  | 10 | 11 | 7  | 44 | 36 | +8  | 41  |                                        |
| 7   | Este                 | 28  | 9  | 12 | 7  | 41 | 40 | +1  | 39  |                                        |
| 8   | Montebelluna         | 28  | 10 | 7  | 11 | 34 | 38 | −4  | 37  |                                        |
| 9   | Chions               | 28  | 8  | 10 | 10 | 31 | 35 | −4  | 34  |                                        |
| 10  | Cjarlins Muzane      | 28  | 8  | 9  | 11 | 45 | 47 | −2  | 33  |                                        |
| 11  | Belluno              | 28  | 7  | 12 | 9  | 30 | 32 | −2  | 33  |                                        |
| 12  | Cartigliano          | 28  | 7  | 12 | 9  | 30 | 38 | −8  | 33  |                                        |
| 13  | Sandonà              | 28  | 7  | 10 | 11 | 31 | 30 | +1  | 31  | Qualification to relegation play-out   |
| 14  | Levico Terme         | 28  | 8  | 6  | 14 | 28 | 37 | −9  | 30  | Qualification to relegation play-out   |
| 15  | St. Georgen          | 28  | 8  | 6  | 14 | 22 | 50 | −28 | 30  | Qualification to relegation play-out   |
| 16  | Clodiense            | 28  | 7  | 8  | 13 | 33 | 40 | −7  | 29  | Qualification to relegation play-out   |
| 17  | Tamai                | 28  | 7  | 4  | 17 | 23 | 41 | −18 | 25  | Relegation to Eccellenza               |
| 18  | Trento               | 28  | 4  | 10 | 14 | 24 | 45 | −21 | 22  | Relegation to Eccellenza               |

## Girone D
| Pos | Team            | Pld | W  | D  | L  | GF | GA | GD  | Pts | Promotion, qualification or relegation |
| --- | --------------- | --- | -- | -- | -- | -- | -- | --- | --- | -------------------------------------- |
| 1   | Pergolettese    | 28  | 19 | 6  | 3  | 54 | 26 | +28 | 63  | Promotion to Serie C                   |
| 2   | Modena          | 28  | 16 | 9  | 3  | 51 | 26 | +25 | 57  | Qualification to promotion play-offs   |
| 3   | Reggio Audace   | 28  | 16 | 7  | 5  | 45 | 20 | +25 | 55  | Qualification to promotion play-offs   |
| 4   | Fiorenzuola     | 28  | 14 | 6  | 8  | 42 | 25 | +17 | 48  | Qualification to promotion play-offs   |
| 5   | Fanfulla        | 28  | 13 | 7  | 8  | 47 | 41 | +6  | 46  | Qualification to promotion play-offs   |
| 6   | Crema           | 28  | 11 | 11 | 6  | 46 | 38 | +8  | 44  |                                        |
| 7   | Vigor Carpaneto | 28  | 10 | 10 | 8  | 35 | 29 | +6  | 40  |                                        |
| 8   | Adrense         | 28  | 9  | 9  | 10 | 37 | 40 | −3  | 36  |                                        |
| 9   | Lentigione      | 28  | 7  | 13 | 8  | 30 | 30 | 0   | 34  |                                        |
| 10  | Mezzolara       | 28  | 7  | 11 | 10 | 32 | 36 | −4  | 32  |                                        |
| 11  | Ciliverghe      | 28  | 9  | 5  | 14 | 28 | 40 | −12 | 32  |                                        |
| 12  | Sasso Marconi   | 28  | 7  | 9  | 12 | 28 | 40 | −12 | 30  |                                        |
| 13  | Axys Zola       | 28  | 7  | 8  | 13 | 29 | 38 | −9  | 29  | Qualification to relegation play-out   |
| 14  | Calvina         | 28  | 5  | 13 | 10 | 33 | 46 | −13 | 28  | Qualification to relegation play-out   |
| 15  | Pavia           | 28  | 7  | 6  | 15 | 28 | 42 | −14 | 27  | Qualification to relegation play-out   |
| 16  | San Marino      | 28  | 4  | 14 | 10 | 19 | 27 | −8  | 26  | Qualification to relegation play-out   |
| 17  | Classe          | 28  | 6  | 7  | 15 | 23 | 48 | −25 | 25  | Relegation to Eccellenza               |
| 18  | OltrepòVoghera  | 28  | 3  | 13 | 12 | 19 | 34 | −15 | 22  | Relegation to Eccellenza               |

## Girone E

### bảng xếp hạng
| Pos | Team                       | Pld | W  | D  | L  | GF | GA | GD  | Pts | Promotion, qualification or relegation |
| --- | -------------------------- | --- | -- | -- | -- | -- | -- | --- | --- | -------------------------------------- |
| 1   | Pianese                    | 31  | 16 | 9  | 6  | 45 | 17 | +28 | 57  | Promotion to Serie C                   |
| 2   | Aquila Montevarchi         | 32  | 15 | 10 | 7  | 42 | 32 | +10 | 55  | Qualification to promotion play-offs   |
| 3   | Ponsacco                   | 31  | 14 | 12 | 5  | 46 | 22 | +24 | 54  | Qualification to promotion play-offs   |
| 4   | San Donato Tavarnelle      | 31  | 14 | 12 | 5  | 39 | 24 | +15 | 54  | Qualification to promotion play-offs   |
| 5   | Seravezza Pozzi            | 31  | 15 | 8  | 8  | 51 | 34 | +17 | 53  | Qualification to promotion play-offs   |
| 6   | Ghivizzano Borgo a Mozzano | 31  | 15 | 7  | 9  | 40 | 27 | +13 | 52  |                                        |
| 7   | Tuttocuoio                 | 31  | 15 | 5  | 11 | 38 | 34 | +4  | 50  |                                        |
| 8   | Gavorrano                  | 30  | 13 | 8  | 9  | 30 | 23 | +7  | 47  |                                        |
| 9   | Prato                      | 32  | 13 | 8  | 11 | 39 | 39 | 0   | 46  |                                        |
| 10  | Sporting Trestina          | 31  | 12 | 8  | 11 | 34 | 31 | +3  | 44  |                                        |
| 11  | Cannara                    | 31  | 10 | 12 | 9  | 26 | 29 | −3  | 42  |                                        |
| 12  | Sangiovannese              | 31  | 10 | 10 | 11 | 29 | 30 | −1  | 40  |                                        |
| 13  | Aglianese                  | 31  | 9  | 13 | 9  | 33 | 41 | −8  | 40  |                                        |
| 14  | Scandicci                  | 31  | 9  | 7  | 15 | 38 | 44 | −6  | 34  |                                        |
| 15  | Bastia                     | 30  | 9  | 7  | 14 | 31 | 42 | −11 | 34  | Qualification to relegation play-out   |
| 16  | Viareggio 2014             | 31  | 8  | 9  | 14 | 37 | 38 | −1  | 33  | Qualification to relegation play-out   |
| 17  | Real Forte Querceta        | 31  | 8  | 9  | 14 | 31 | 45 | −14 | 33  | Qualification to relegation play-out   |
| 18  | Sangimignano               | 31  | 6  | 10 | 15 | 14 | 43 | −29 | 28  | Qualification to relegation play-out   |
| 19  | Sinalunghese               | 31  | 5  | 11 | 15 | 23 | 45 | −22 | 26  | Relegation to Eccellenza               |
| 20  | Massese                    | 31  | 2  | 9  | 20 | 23 | 49 | −26 | 15  | Relegation to Eccellenza               |

1. ↑  1 point deducted due to financial irregularities.

## Girone F

### bảng xếp hạng
| Pos | Team                  | Pld | W  | D  | L  | GF | GA | GD  | Pts | Promotion, qualification or relegation |
| --- | --------------------- | --- | -- | -- | -- | -- | -- | --- | --- | -------------------------------------- |
| 1   | Romagna Centro Cesena | 31  | 23 | 4  | 4  | 59 | 21 | +38 | 73  | Promotion to Serie C                   |
| 2   | Matelica              | 31  | 22 | 2  | 7  | 61 | 27 | +34 | 68  | Qualification to promotion play-offs   |
| 3   | Recanatese            | 31  | 12 | 15 | 4  | 44 | 27 | +17 | 51  | Qualification to promotion play-offs   |
| 4   | San Nicolò Notaresco  | 31  | 14 | 9  | 8  | 42 | 31 | +11 | 51  | Qualification to promotion play-offs   |
| 5   | Pineto                | 31  | 13 | 10 | 8  | 50 | 34 | +16 | 49  | Qualification to promotion play-offs   |
| 6   | Francavilla           | 31  | 12 | 12 | 7  | 44 | 31 | +13 | 48  |                                        |
| 7   | Sangiustese           | 31  | 11 | 14 | 6  | 38 | 31 | +7  | 47  |                                        |
| 8   | Montegiorgio          | 31  | 12 | 8  | 11 | 29 | 35 | −6  | 44  |                                        |
| 9   | Città di Campobasso   | 31  | 11 | 11 | 9  | 44 | 40 | +4  | 42  |                                        |
| 10  | Sammaurese            | 31  | 10 | 12 | 9  | 29 | 37 | −8  | 42  |                                        |
| 11  | Savignanese           | 31  | 10 | 11 | 10 | 31 | 29 | +2  | 41  |                                        |
| 12  | Jesina                | 31  | 9  | 12 | 10 | 24 | 30 | −6  | 39  |                                        |
| 13  | Real Giulianova       | 31  | 8  | 10 | 13 | 27 | 40 | −13 | 34  |                                        |
| 14  | Vastese               | 31  | 8  | 8  | 15 | 35 | 50 | −15 | 32  |                                        |
| 15  | Santarcangelo         | 31  | 7  | 10 | 14 | 30 | 47 | −17 | 31  | Qualification to relegation play-out   |
| 16  | Avezzano              | 31  | 9  | 6  | 16 | 41 | 45 | −4  | 30  | Qualification to relegation play-out   |
| 17  | Forlì                 | 31  | 6  | 12 | 13 | 36 | 40 | −4  | 30  | Qualification to relegation play-out   |
| 18  | Isernia               | 31  | 7  | 9  | 15 | 22 | 44 | −22 | 30  | Qualification to relegation play-out   |
| 19  | Olympia Agnonese      | 31  | 5  | 12 | 14 | 23 | 38 | −15 | 27  | Relegation to Eccellenza               |
| 20  | Castelfidardo         | 31  | 3  | 9  | 19 | 21 | 53 | −32 | 18  | Relegation to Eccellenza               |

1. ↑  2 point deducted due to financial irregularities.
2. ↑  3 point deducted due to financial irregularities.

## Girone G

### bảng xếp hạng
| Pos | Team                | Pld | W  | D  | L  | GF | GA | GD  | Pts | Promotion, qualification or relegation |
| --- | ------------------- | --- | -- | -- | -- | -- | -- | --- | --- | -------------------------------------- |
| 1   | Lanusei             | 32  | 22 | 6  | 4  | 55 | 25 | +30 | 72  | Promotion to Serie C                   |
| 2   | Trastevere          | 31  | 19 | 5  | 7  | 60 | 30 | +30 | 62  | Qualification to promotion play-offs   |
| 3   | Avellino            | 31  | 19 | 5  | 7  | 56 | 33 | +23 | 62  | Qualification to promotion play-offs   |
| 4   | Sassari Latte Dolce | 32  | 16 | 11 | 5  | 43 | 25 | +18 | 59  | Qualification to promotion play-offs   |
| 5   | Monterosi           | 32  | 17 | 7  | 8  | 48 | 29 | +19 | 58  | Qualification to promotion play-offs   |
| 6   | Cassino             | 32  | 17 | 5  | 10 | 55 | 36 | +19 | 56  |                                        |
| 7   | Albalonga           | 31  | 13 | 12 | 6  | 51 | 34 | +17 | 51  |                                        |
| 8   | Racing Aprilia      | 31  | 15 | 6  | 10 | 42 | 34 | +8  | 51  |                                        |
| 9   | Latina              | 32  | 12 | 11 | 9  | 43 | 30 | +13 | 47  |                                        |
| 10  | Vis Artena          | 32  | 14 | 5  | 13 | 55 | 53 | +2  | 47  |                                        |
| 11  | S.F.F. Atletico     | 32  | 13 | 7  | 12 | 52 | 45 | +7  | 46  |                                        |
| 12  | Ostiamare           | 32  | 9  | 9  | 14 | 32 | 38 | −6  | 36  |                                        |
| 13  | Flaminia            | 32  | 9  | 8  | 15 | 38 | 44 | −6  | 35  |                                        |
| 14  | Budoni              | 32  | 9  | 7  | 16 | 45 | 55 | −10 | 34  |                                        |
| 15  | Città di Anagni     | 32  | 7  | 12 | 13 | 25 | 37 | −12 | 33  | Qualification to relegation play-out   |
| 16  | Torres              | 32  | 9  | 4  | 19 | 28 | 52 | −24 | 31  | Qualification to relegation play-out   |
| 17  | Ladispoli           | 32  | 7  | 9  | 16 | 35 | 60 | −25 | 30  | Qualification to relegation play-out   |
| 18  | Castiadas           | 32  | 6  | 11 | 15 | 33 | 51 | −18 | 29  | Qualification to relegation play-out   |
| 19  | Lupa Roma           | 32  | 5  | 9  | 18 | 35 | 64 | −29 | 24  | Relegation to Eccellenza               |
| 20  | Anzio               | 32  | 3  | 5  | 24 | 24 | 80 | −56 | 14  | Relegation to Eccellenza               |

## Girone H

### bảng xếp hạng
| Pos | Team              | Pld | W  | D  | L  | GF | GA | GD  | Pts | Promotion, qualification or relegation |
| --- | ----------------- | --- | -- | -- | -- | -- | -- | --- | --- | -------------------------------------- |
| 1   | Picerno           | 26  | 19 | 5  | 2  | 55 | 18 | +37 | 62  | Promotion to Serie C                   |
| 2   | Audace Cerignola  | 26  | 18 | 4  | 4  | 50 | 21 | +29 | 58  | Qualification to promotion play-offs   |
| 3   | Taranto           | 26  | 16 | 7  | 3  | 45 | 22 | +23 | 54  | Qualification to promotion play-offs   |
| 4   | Bitonto           | 26  | 12 | 7  | 7  | 42 | 24 | +18 | 43  | Qualification to promotion play-offs   |
| 5   | Fidelis Andria    | 26  | 11 | 9  | 6  | 26 | 17 | +9  | 42  | Qualification to promotion play-offs   |
| 6   | Altamura          | 26  | 11 | 8  | 7  | 32 | 31 | +1  | 41  |                                        |
| 7   | Savoia            | 26  | 10 | 9  | 7  | 23 | 22 | +1  | 39  |                                        |
| 8   | Città di Fasano   | 26  | 10 | 7  | 9  | 39 | 34 | +5  | 37  |                                        |
| 9   | Francavilla       | 26  | 8  | 10 | 8  | 21 | 23 | −2  | 34  |                                        |
| 10  | Gravina           | 26  | 8  | 9  | 9  | 35 | 36 | −1  | 33  |                                        |
| 11  | Gelbison          | 26  | 7  | 12 | 7  | 32 | 35 | −3  | 33  |                                        |
| 12  | Nardò             | 26  | 7  | 9  | 10 | 20 | 27 | −7  | 30  |                                        |
| 13  | Sorrento          | 26  | 7  | 6  | 13 | 32 | 40 | −8  | 27  | Qualification to relegation play-out   |
| 14  | Città di Gragnano | 26  | 7  | 6  | 13 | 22 | 31 | −9  | 27  | Qualification to relegation play-out   |
| 15  | Nola              | 26  | 8  | 3  | 15 | 27 | 39 | −12 | 27  | Qualification to relegation play-out   |
| 16  | Sarnese           | 26  | 7  | 6  | 13 | 21 | 33 | −12 | 27  | Qualification to relegation play-out   |
| 17  | Pomigliano        | 26  | 3  | 7  | 16 | 12 | 42 | −30 | 16  | Relegation to Eccellenza               |
| 18  | Granata           | 26  | 2  | 2  | 22 | 14 | 53 | −39 | 8   | Relegation to Eccellenza               |

1. ↑  1 point deducted due to financial irregularities.

## Girone I

### bảng xếp hạng
| Pos | Team             | Pld | W  | D  | L  | GF | GA | GD  | Pts | Promotion, qualification or relegation |
| --- | ---------------- | --- | -- | -- | -- | -- | -- | --- | --- | -------------------------------------- |
| 1   | Bari             | 28  | 20 | 6  | 2  | 61 | 16 | +45 | 66  | Promotion to Serie C                   |
| 2   | Turris           | 28  | 17 | 6  | 5  | 57 | 24 | +33 | 55  | Qualification to promotion play-offs   |
| 3   | Marsala          | 28  | 12 | 10 | 6  | 39 | 24 | +15 | 46  | Qualification to promotion play-offs   |
| 4   | Cittanovese      | 28  | 12 | 5  | 11 | 48 | 45 | +3  | 41  | Qualification to promotion play-offs   |
| 5   | Portici          | 28  | 10 | 11 | 7  | 36 | 36 | 0   | 41  | Qualification to promotion play-offs   |
| 6   | Acireale         | 28  | 11 | 8  | 9  | 43 | 38 | +5  | 40  |                                        |
| 7   | Città di Gela    | 28  | 11 | 7  | 10 | 42 | 43 | −1  | 40  |                                        |
| 8   | Castrovillari    | 28  | 9  | 11 | 8  | 32 | 36 | −4  | 38  |                                        |
| 9   | Palmese          | 28  | 8  | 13 | 7  | 24 | 23 | +1  | 37  |                                        |
| 10  | Nocerina         | 27  | 8  | 13 | 6  | 27 | 28 | −1  | 37  |                                        |
| 11  | Troina           | 26  | 8  | 12 | 6  | 28 | 27 | +1  | 36  |                                        |
| 12  | Messina          | 28  | 8  | 9  | 11 | 32 | 39 | −7  | 33  |                                        |
| 13  | Roccella         | 28  | 6  | 12 | 10 | 28 | 38 | −10 | 30  | Qualification to relegation play-out   |
| 14  | Locri            | 28  | 8  | 6  | 14 | 35 | 49 | −14 | 30  | Qualification to relegation play-out   |
| 15  | Sancataldese     | 28  | 7  | 7  | 14 | 37 | 46 | −9  | 28  | Qualification to relegation play-out   |
| 16  | Città di Messina | 28  | 7  | 7  | 14 | 24 | 40 | −16 | 28  | Qualification to relegation play-out   |
| 17  | Rotonda          | 27  | 6  | 5  | 16 | 22 | 37 | −15 | 23  | Relegation to Eccellenza               |
| 18  | Igea Virtus      | 28  | 4  | 8  | 16 | 15 | 41 | −26 | 20  | Relegation to Eccellenza               |

1. ↑  2 point deducted due to financial irregularities.
2. ↑  1 point deducted due to financial irregularities.